# Лучинський Остап Петрович
Остап Петрович Лучи́нський (нар. 1 лютого 1941, Чижиків) — український художник декоративного мистецтва і педагог; член Спілки дизайнерів України 1985 року. Заслужений працівник культури України з 2016 року.

## Біографія
Народився 1 лютого 1941 року в селі Чижиків (нині Львівський район Львівської області, Україна). 1973 року закінчив Львівський інститут декоративного та прикладного мистецтва, де навчався у Мирона Вендзиловича, Еммануїла Миська, Володимира Овсійчука, Мирона Яціва.
У 1970 році почав працювати у Львівському училищі декоративного і ужиткового мистецтва, де протягом 1973—1976 років обіймав посаду заступника директора; з 1977 року — голова методичної циклової комісії художнього металу; з 1992 року — старший викладач. Серед учнів: Олександр Бартосік, Василь Качмар, Іван Ларіненко.

## Творчість
Створює роботи у техніці кованої металопластики у поєднанні зі склом, деревом, синтетичними матеріалами. Серед робіт:
- люстра, світильники для актового залу Вінницького технікуму молочної промисловості (1978) та Хмельницької стоматологічної лікарні (1983);
- декоративні люстри для музеїв-заповідників «Олеський замок» і «Золочівський замок» (обидві — 1988);
- декоративні панно в інтер'єрах санаторіїв Трускавця (1994) та Моршина (1995);
- металопластика для інтер'єрів церков святого Михайла у селі Верин (2008) та Успіння Богородиці Владичиці України у Шептицькому (2010).